# Korak po korak (2011.)
Korak po korak je hrvatski ratni dramski film iz 2011. godine kojeg je režirala Biljana Čakić-Veselič prema scenariju Čakić-Veselić, Lydije Scheuermann-Hodak i Branka Šömena. Svoju je premijeru imao filmskom festivalu u Puli 2011., nakon čega je iste godine krenuo u kino distribuciju.

## Radnja
Vjera Kralj, prevoditeljica njemačkog jezika, nastoji balansirati posao, te turbulentne odnose sa sinom i mužem u ratom razorenom Osijeku, polako shvaćajući kako joj sudbinu u životu ne moraju određivati muškarci koje zapravo nije briga za nju. 

## Uloge
- Ksenija Marinković - Vjera Kralj
- Nenad Cvetko - Gross
- Hrvoje Perc - Krsto Kralj
- Sreten Mokrović - Tomo Kralj
- Vera Zima - Mara
- Neven Paleček - Papageno - Drago
- Darko Milas - mladi gazda
- Goran Navojec - Brko
- Vili Matula - humanitarac
- Sandra Lončarić - Stella
- Bojan Navojec - Mikloš
- Andrej Dojkić - tetovirani klinac
- Božidarka Frajt - majka mladog gazde
- Barbara Prpić - novinarka
- Aljoša Vučković - šarmantni gospodin
- Slaven Knezović - Mato
- Mladen Vulić - Bradonja #1
- Draško Zidar - Bradonja #2
- Andrea Cindrić - Grossova majka (12. god)
- Dunja Sepčić - strankinja